# Chilla Saroda Bangar
Chilla Saroda Bangar is een census town in het district Oost-Delhi van het Indiase unieterritorium Delhi.

## Demografie
Volgens de Indiase volkstelling van 2001 wonen er 65.969 mensen in Chilla Saroda Bangar, waarvan 56% mannelijk en 44% vrouwelijk is. De plaats heeft een alfabetiseringsgraad van 70%.